# Хауард Филипс Лавкрафт
Хауард Филипс Лавкрафт (енгл. Howard Phillips Lovecraft; Провиденс, 20. август 1890 — Провиденс, 15. март 1937) је био амерички писац хорора, фантастике и научне фантастике, жанрова које је често комбиновао унутар истог дјела. За живота је био релативно мало популаран, али је имао огроман утицај на модерне писце фантастичног хорора, унутар чијег круга је постао култна личност. Ктулу митологија и познати Некрономикон су његове творевине.

## Биографија

### Младост
Лавкрафт је рођен 20. августа 1890. у 09:00, у свом породичном дому на адреси „Ејнџел стрит“ бр. 194 (сада 454) у Провиденсу, на Роуд Ајланду. Био је једино дијете Винфилда Скота Лавкрафта, путујућег продавца накита и племенитих метала, и Саре Сузан Филипс Лавкрафт, која је познавала своје породично стабло све до доласка Џорџа Филипса у Масачусетс 1630. године. Оба његова родитеља су била у тридесетим годинама и то им је био први брак, што је било необично у то доба. Кад је Лавкрафт имао три године, отац му је доживио психотични напад на пословном путу у Чикагу те је доведен у душевну болницу „Батлер“ у Провиденсу, гдје је остао до краја живота. Умро је од сифилиса кад је Лавкрафт имао осам година.
Лавкрафта је, стога, одгајала мајка, његове двије тетке (Лилијан Делора Филипс и Ени Емелин Филипс) и његов дјед (Випл ван Бурен Филипс). Био је чудо од дјетета: када је имао двије године рецитовао је поезију, док је цјеловите пјесме писао већ са шест година. Дјед је подстицао његово читање, набављајући му класике попут „Хиљаду и једне ноћи“ или дјечје верзије Илијаде и Одисеје. Такође, дјед је у њему побудио интерес за „чудне“ ствари приповиједајући му оригиналне приче готичког хорора. Његова се мајка, с друге стране, бринула да би га те приче могле узнемирити.
Као дијете, Лавкрафт је био усамљен и често болестан, вјероватно на нервној бази; дјелимично због тога, и дјелимично због своје недисциплиноване и свађалачке нарави, није похађао наставу у школи све до навршених осам година, и повукли су га након само годину дана. У међувремену је интензивно читао и учио хемију. Написао је неколико публикација у малом броју примјерака, почевши 1899. са „The Scientific Gazette“. Четири године касније, вратио се у јавну школу.
Випл ван Бурен Филипс је умро 1904. године након озбиљних пословних губитака. Лавкрафтова породица је осиромашила због лошег управљања његовим насљедством те су били присиљени да се преселе ниже у улицу на кућни број 598 у много мањи и неудобнији стан. Губитак родитељског дома био је тежак ударац за Лавкрафта, у толикој мјери да је неко вријеме помишљао на самоубиство. Године 1908. је доживио нервни слом, због чега није никада примио своју средњошколску диплому. Тај га је неуспјех јако разочарао и представљао узрок његове срамоте, између осталог и зато што није могао студирати на универзитету „Браун“.
Као тинејџер, Лавкрафт је писао фикцију. Неко се вријеме посветио поезији и есејима, да би се 1917. године вратио фикцији с дорађенијим причама као што су „Гробница“ и „Дагон“. Ова друга је уједно и његово прво професионално објављено дјело; појавило се у часопису „Уврнуте приче“ (енгл. Weird Tales) 1923. године. Такође, у то је вријеме почео стварати своју широку мрежу дописника, а према дужини и учесталости својих писама спада међу највеће писце писама 20. стољећа. На његовом попису људи за дописивање су били, између осталих, млади Форест Џ. Акерман, Роберт Блох („Психо“) и Роберт Е. Хауард („Конан Симеријанац“).
Након дуготрајне хистерије и депресије, Лавкрафтова мајка је примљена у исту болницу гдје јој је умро супруг. Упркос томе често је писала сину и остали су блиски до њене смрти 21. маја 1921. након компликација током операције жучног мјехура. Лавкрафт се од губитка никад није потпуно опоравио.

### Брак и Њујорк
Убрзо након мајчине смрти Лавкрафт је посјетио конвенцију новинара аматера гдје је срео Соњу Хафт Грин. Рођена 1883, била је Јеврејка украјинског поријекла и седам година старија од њега. Вјенчали су се 1924. и преселили у Бруклин, у Њујорку. Очаран, Лавкрафт се накратко ослободио својих мизантропских окова, одушевљено свима објављивао свој брак не скривајући срећу и фасцинираност великим градом, али то није дуго потрајало. Соња је убрзо изгубила посао, што је оставило далекосежне посљедице на њихов живот. Лавкрафт, неприлагођен економији у америчком стилу, никако није успијевао наћи посао. Осим тога, замрзио је живот у Њујорку и створио темеље своје расне нетрпељивости, посматрајући голему запослену имигрантску популацију. Соња је нашла посао у Синсинатију; Лавкрафт је није пратио. Она га је и даље несебично финансирала, чак и кад је нашла други посао у Кливленду - но неизбјежно се на крају догодило. У априлу 1926. Лавкрафт се вратио својим теткама у Провиденсу, никад потпуно довршивши процес развода са Соњом. Према ријечима Мишела Уелбека, „године 1926. његов живот је био завршен за сваки циљ и сврху. Његово право стваралаштво — низ „главних дјела“ — тада је почео“.

### Повратак у Провиденс
Све до 1933. године Лавкрафт је живио у „пространој смеђој викторијанској дрвеној кући“ у улици Барнс бр. 10 (то је адреса др Вилета у причи „Случај Чарлса Декстера Ворда“ (енгл. The Case of Charles Dexter Ward). Доба након повратка у Провиденс, посљедња деценија његовог живота, било је уједно и најплодније. У то је вријеме написао своје најпознатије кратке приче (углавном за „Уврнуте приче“) као и опсежнија дјела попут „Случаја Чарлса Декстера Ворда“ и „Планина лудила“ (енгл. At the Mountains of Madness). Често је лекторисао дјела других аутора или чак писао за њих („Брежуљак“, „Крилата смрт“ и „Дневник Алонза Тајпера“).
Упркос свом труду који је улагао у писање, Лавкрафт је постајао све сиромашнији. Био је присиљен да се одсели у мањи стан с преживјелом тетком, а тешко га је погодило и самоубиство Роберта Е. Хауарда. Године 1936. дијагностикован му је рак цријева, уз лоше варење од кога је стално патио.
Хауард Филипс Лавкрафт је умро 15. марта 1937. у Меморијалној болници „Џејн Браун“, у Провиденсу.
Његово име је првобитно забиљежено на породичном надгробном споменику, покрај родитеља. То његовим обожаватељима није било довољно, па је 1977. године група појединаца скупила новац за засебан споменик на гробљу „Свон поинт“ на који су уклесали његово име, датум рођења и датум смрти, и реченицу „I AM PROVIDENCE“ („Ја сам провиђење“), изворно из једног од његових личних писама. Лавкрафтов гроб је повремено исписан графитима који цитирају његове познате стихове из „Зова Ктулуа“ (изворно из „Безименог града“):
| оригинал                                                                                 | директан превод                                                           |
| ---------------------------------------------------------------------------------------- | ------------------------------------------------------------------------- |
| -{ That is not dead which can eternal lie, And with strange aeons even death may die. }- | Није мртво оно што је вјечног сна, И у чудним еонима и смрт умријети зна. |

## Подјела дјела
Лавкрафтова дјела можемо подијелити на четири категорије:
- Кореспонденција и пјесме. Кореспонденција се састоји од око стотину хиљада писама[тражи се извор] (од којих нека имају и тридесет, четрдесет страница) док свеобухватан попис његове поезије не постоји.
- Приповијетке у чијем писању је Лавкрафт учествовао. Овдје спада сарадња с другим писцима, приче које су прошле Лавкрафтову ревизију и сл. Овде можемо додати и приповијетке које је Август Дерлет написао на основу записа и фрагмената који су остали за Лавкрафтом.
- Лавкрафтове приповијетке.
- „Велики текстови“. Овде спада осам Лавкрафтових најзначајнијих текстова:

- Зов Ктулуа  (енгл. The Call of Cthulhu, 1926)
- Боја изван овог свемира (енгл. The Color out of Space, 1927)
- Данички ужас (енгл. The Dunwich Horror, 1928)
- Шаптач у тами (енгл. Whisperer in the Darkness, 1930)
- Планине лудила (енгл. At the Mountains of Madness, 1931)
- Снови у вјештичјој кући (енгл. The Dreams in the Witch House, 1932)
- Сјенка над Инсмутом (енгл. The Shadow over Innsmouth, 1932)
- Сјенка изван времена (енгл. The Shadow out of Time, 1934)

Према тематици, Лавкрафтову фикцију можемо подијелити на:
- Приче о смрти (приближно од 1905. до 1920.)
- Приче из циклуса снова (1920 – 1927.)
- Ктулу мит (1925 – 1935.)

Неки критичари напомињу сличност циклуса снова с Ктулу митовима, често указујући на понављање мотива Некрономикона и богова. Треба имати на уму да циклус снова спада у приповијетке фантазије, док су Ктулу митови научна фантастика.
Велики дио Лавкрафтовог опуса директно је инспирисан његовим ноћним морама, и можда су управо тај непосредни увид у несвјесно и његов симболизам дјелимични узроци његове популарности. У складу с тим, Лавкрафт је заволио дјела Едгара Алана Поа, који је имао велики утицај на Лавкрафтове раније радове. Затим је открио дјела Лорда Дансанија, па је у његовом стилу почео да пише снолике фантазије. Свој глас је открио тек касније, вјероватно под утицајем Артура Мејчена и његових пажљиво изграђених прича о преживљавању древног зла и мистичном вјеровању у скривене тајне које леже изван стварности. Те су приповијетке утицале да настане оно што данас називамо Ктулу митовима; пантеон ванземаљских, вандимензионалних божанстава старијих од човјечанства, чије трагове налазимо у еонима старим митовима и легендама. Сам термин „Ктулу митови“ је сковао Август Дерлет након Лавкрафтове смрти.
Лавкрафтове приче су створиле један од најутицајнијих покретача радње у целом жанру хорора: Некрономикон, тајни рукопис из пера лудог Арапина Абдула Алхазреда. Досљедност и снага Ктулу митова навели су неке на помисао да је Лавкрафт своју митологију утемељио на постојећим митовима и окултним вјеровањима. Такође, појавила су се многа лажна издања Некрономикона.
Његова проза је помало архаична. Често користи застарјели рјечник или правопис (нпр. батеријску лампу зове електричном бакљом). Интензивно је користио „егзотичне“ придјеве попут нездраво и киклопски, а и покушавао, углавном нетачно, записати језик нарјечја. Такође је писао британским енглеским (био је англофил).
Лавкрафт је био изразито марљив у писању писама. Понекад је своја писма означавао датумом 200 година старијим од стварности (што је вријеме пре Америчке револуције коју је сматрао увредљивом за своју англофилност). Веровао је да су 18. и 20. вијек најбољи; онај први је представљао раздобље племенитости, а други раздобље науке, док је, према његовом мишљењу, 19. вијек, посебно викторијанско раздобље, представљао „грешку“.

## Теме у дјелима
Неколико тема се увијек изнова појављује у Лавкрафтовим причама:

### Забрањено знање
„Најмилосрднија ствар на свијету, рекао бих, неспособност је људског ума да међусобно повеже све своје састојке. (...) Једнога дана, састављање раздвојеног знања отвориће такве ужасавајуће призоре стварности и нашег погубног положаја у истој, да ћемо или полудјети од тог открића или побјећи од смртоносне свјетлости у мир и сигурност новог мрачног доба.“ („Зов Ктулуа“)
У многим његовим причама појављује се претпоставка како је људски ум превише крхак да би могао поднијети истину митова без властитог уништења. Најпознатији примјер је Некрономикон, који особу која га чита може одвести у лудило. Слично је и са свим другим примјерима „забрањеног знања“, као и у случају самог сусрета са бићима из митова (премда су нека од њих мање опасна од других).
Ликови који покушају да на неки начин искористе то знање готово без изузетка су осуђени на смрт. Понекад њихов рад привуче пажњу злонамјерних бића; понекад их, у духу Франкенштајна, униште чудовишта која су сами створили.

### Нељудски утицаји на човјечанство
Бића Лавкрафтове митологије често имају људске (или полуљудске) слуге: Ктулу, на примјер, поштован је у култовима широм свијета, од Ескима са Гренланда до вуду кругова Луизијане, и другдје. Ти поштоваоци Ктулуа Лавкрафту су послужили као корисно приповједачко средство. Многа бића из митова су превише моћна за људске противнике и толико ужасна да непосредно знање о њима значи лудило за жртву. Пишући о таквим бићима, Лавкрафту је био потребан начин да напише увод и изгради напетост без прераног завршавања приче. Људски сљедбеници су му послужили као начин откривања података о њиховим „боговима“ на замућен, помало нејасан начин и такође омогућили привремене побједе његовим протагонистима.

### Атавистичка кривица
Још једна од Лавкрафтових тема је идеја да потомци исте крвне групе не могу никако побјећи од мрље злочина које су починили њихови преци, бар ако је злочин довољно монструозан. Потомци могу просторно и временски бити веома далеко од самог чина, па ипак ће „крв проговорити“.

### Судбина од које се не може побјећи
У Лавкрафтовим дјелима протагониста често нема контролу над својим понашањем или сматра да је немогуће промијенити смјер. Многи његови ликови би избјегли опасност само да су једноставно побјегли; али та се могућност или уопште не појављује или је спријечена неком спољашњом силом. Често у његовим причама моћна злонамјерна или неутрална бића врше директан утицај на ликове. Попут проклетства предака, на крају, бијег или чак сама смрт не значе сигурност. У неким случајевима тај се усуд манифестује у цјелокупном човјечанству и никакав бијег није могућ.

### Пријетња цивилизацији
Лавкрафт често користи замисао о борби цивилизације с варварским, примитивнијим елементима. У неким је причама та борба на индивидуалном нивоу; многи од његових протагониста су културни, високо образовани људи које постепено преузима неки зли утицај. Овде је „проклетство“ често оно насљедно. Физичка и ментална деградација често прате једна другу; ова идеја „прљаве крви“ можда представља Лавкрафтову забринутост што се тиче његове властите крвне линије, посебно што се тиче смрти свога оца; Лавкрафт је сумњао да се радило о сифилису.
У другим причама цијело друштво је под пријетњом варваризма. Понекад се он појављује као спољашња пријетња, при чему је цивилизована раса уништена ратом, а понекад изоловани дјелић човјечанства запада у властиту декаденцију и атавизам. Ипак, најчешће се ради о цивилизованој култури коју полако уништава зли елемент под утицајем нељудских сила.